# Jamesbrittenia tysonii
Jamesbrittenia tysonii är en flenörtsväxtart som först beskrevs av William Philip Hiern, och fick sitt nu gällande namn av O.M. Hilliard. Jamesbrittenia tysonii ingår i släktet Jamesbrittenia och familjen flenörtsväxter. Inga underarter finns listade i Catalogue of Life.